# Berber Dahir
De zogenaamde Berber Dahir was een decreet uitgevaardigd door het Franse protectoraat in Marokko op 16 mei 1930. Het was een adaptatie van het traditionele en seculier Berbers gewoonterecht naar de condities van de tijd, waar de Fransen de Sharia wetten van de Arabische staat mee wilden vervangen. Het kwam neer op een institutionalisering van de millennia oude Berberse wetten in de Berber gebieden, waar die wetten vaak al heersten over die van de Koran. Het decreet werd ondertekend door de Marokkaanse koning, maar werd slecht ontvangen door vooral de Arabisch nationalisten en Islamisten, die het zagen als een verdere afname van de invloed van Arabieren en de Islam.
De originele naam van het decreet was: Het decreet dat het verloop van justitie regelt in de regio's met de gewoontes van de Berbers.